# Oggiona con Santo Stefano
Oggiona con Santo Stefano est une commune italienne de la province de Varèse dans la région de Lombardie.

## Toponyme
La première partie du nom correspond à Augiana, dans l'Église latine Uglona. La spécification a été ajoutée en 1864 et honore le saint patron du pays.

## Administration
| Période                                  | Période  | Identité         | Étiquette | Qualité |
| ---------------------------------------- | -------- | ---------------- | --------- | ------- |
| 30/5/2006                                | En cours | Silvano Canaglia |           | employé |
| Les données manquantes sont à compléter. |          |                  |           |         |

### Hameaux
Oggiona, Santo Stefano, C.na Laghetto, C.na San Vittore, C.na Campo da Pozzo, Villa Monte Oliveto